# Лејк Стивенс (Вашингтон)
Лејк Стивенс (енгл. Lake Stevens) град је у америчкој савезној држави Вашингтон. По попису становништва из 2010. у њему је живело 28.069 становника.

## Демографија
Према попису становништва из 2010. у граду је живело 28.069 становника, што је 21.708 (341,3%) становника више него 2000. године.
| Група             | 2000.         | 2010.          |
| Белци             | 5.748 (90,4%) | 22.714 (80,9%) |
| Афроамериканци    | 38 (0,6%)     | 482 (1,7%)     |
| Азијати           | 70 (1,1%)     | 1.012 (3,6%)   |
| Хиспаноамериканци | 226 (3,6%)    | 2.424 (8,6%)   |
| Укупно            | 6.361         | 28.069         |